# Пустая Буда
Пуста́я Бу́да— деревня  в  Смоленской области России,  в Ершичском районе. Население — 44 жителя  (2007 год). Расположена в южной части области  в 10  км к северо-западу от Ершичей,  в 14 км к юго-востоку от станции Понятовка на железнодорожной ветке Рославль – Кричев, и в 7 км восточнее от границы с Беларусью. 
Входит в состав Поселковского сельского поселения.

## История
Название произошло от слова Буда - в прошлом предприятие по производству поташа, расположенное в лесу. Во время Великой Отечественной войны деревня была оккупирована гитлеровскими войсками. Освобождена 26 сентября 1943 года .